# Antonio van Diemen
Anthony van Diemen (cũng gọi là Antonie, Antonio, Anton, Antonius) (1593 - ngày 19 tháng 4 năm 1645) là một toàn quyền thuộc địa Hà Lan.
Ông sinh ra ở Culemborg ở Hà Lan, con trai của Meeus Anthonisz van Diemen và Christina Hoevenaar. Năm 1616 ông chuyển đến Amsterdam, với hy vọng sẽ cải thiện vận may của mình như với nghề thương gia; ông đã thất bại và bị tuyên bố phá sản. Sau một năm, ông đã trở thành một người đầy tớ của Công ty Đông Ấn Hà Lan và đi thuyền đến Batavia, Đông Ấn Hà Lan (Jakarta), thủ đô của Đông Ấn Hà Lan. Trên hành trình đi, Đông Indiaman Mauritius vô tình cập vào bờ biển không rõ ở Úc.
Toàn quyền Jan Pieterszoon Coen nhận thấy van Diemen là một viên chức tài năng và 1626 ông là Tổng giám đốc Thương mại và là thành viên của Hội đồng Ấn. Năm 1630 ông kết hôn với Maria van Aelst. Một năm sau ông trở về Hà Lan với chức Đô đốc trên tàu Deventer. Năm 1632 ông trở về Batavia và năm 1635 ông được bổ nhiệm làm Tổng đốc Đông Ấn Hà Lan, ông được bổ nhiệm có hiệu lực vào ngày 01 tháng 1 năm 1636. 